# Sylwester (prawosławny patriarcha Antiochii)
Sylwester (zm. 1766) – prawosławny patriarcha Antiochii w latach 1724–1766.